# Fosie kyrka
Fosie kyrka är en kyrkobyggnad i Fosieby i Lunds stift. Den är församlingskyrka i Fosie församling.

## Kyrkobyggnaden
Kyrkan är byggd på Malmös högsta punkt 37 meter över havet. Sin nuvarande utformning erhöll kyrkan vid en ombyggnad 1896 då dess medeltida prägel gick förlorad. Korsarmar tillkom och tornets trappstegsgavlar ersattes med spira. Av den gamla kyrkan, troligen från 1100-talets senare hälft, återstår idag bara halva långhuset samt delar av tornet. En minnessten från 1615, med latinsk inskrift, berättar att kyrkan då erhöll en korbyggnad. I september 1838 blev där fastställda ritningar för bygge av en orgel och ny inredning i kyrkan. 1894 skulle en restaurering av kyrkan ske, men en del påpekanden, som två läktares och en dopfunts placering, från statligt håll måste uppfyllas innan det fick ske och ritningarna godkännas. Eventuella skulpterade eller med inskrift försedda stenar skulle omhändertas och andra eventuella påträffade fornfynd skulle anmälas till Vitterhetsakademien.
Vid senaste restaureringen 1971 fick kyrkan invändigt sin nuvarande ljusgröna färg och bänkarna blev mer sittvänliga.

## Inventarier
Fosie kyrkas dopfunt av sandsten tillverkades på 1100-talet av Oxiemästaren, Mårten Stenmästare eller en lärjunge till någon av dem. Över dopfunten ligger ett stort mässingsfat tillverkat i Nürnberg på 1500-talet. I mitten av detta fat skildras bebådelsen.
Vid kyrkan finns också Malmös enda kända runsten, Fosiestenen.

### Orgel
- Cirka 1839-40 blev en ny, kanske kyrkans första, orgel installerad. September 1841 annonserades om en ihopslagen klockare- och orgeltjänst för pastoratet. Februari 1856 fick församlingen kungligt tillstånd att av sin kyrkokassa avlöna organisten och kantorn J. W. Dahlgren (d. 25 dec. 1863, 46 år)[1] med 25 rdr och en bälgtrampare med 10 rdr årligen.[2] Några år tidigare blev ansökan avslagen.
- 1900 byggde Salomon Molander & Co, Göteborg en orgel med 14 stämmor. Orgeln utökades 1937 av A. Magnussons Orgelbyggeri AB, Göteborg och fick då 21 stämmor.
- Den nuvarande orgeln byggdes 1974 av Anders Persson Orgelbyggeri, Viken och är en orgel med mekanisk traktur och elektrisk registratur. Orgeln har fria och fasta kombinationer. Fasaden år från 1900 års orgel.

| Huvudverk I   | Svällverk II      | Pedal      | Koppel |
| Principal 8'  | Gedakt 8´         | Subbas 16´ | I/P    |
| Rörflöjt 8'   | Principal 4'      | Gedakt 8´  | II/P   |
| Oktava 4'     | Koppelflöjt 4'    | Oktava 4'  | II/I   |
| Spetsflöjt 4' | Waldflöjt 2'      |            |        |
| Oktava 2'     | Sesquialtera II   |            |        |
| Mixtur IV     | Cymbel II         |            |        |
| Dulcian 8'    | Rankett 16'       |            |        |
|               | Crescendosvällare |            |        |

## Bilder

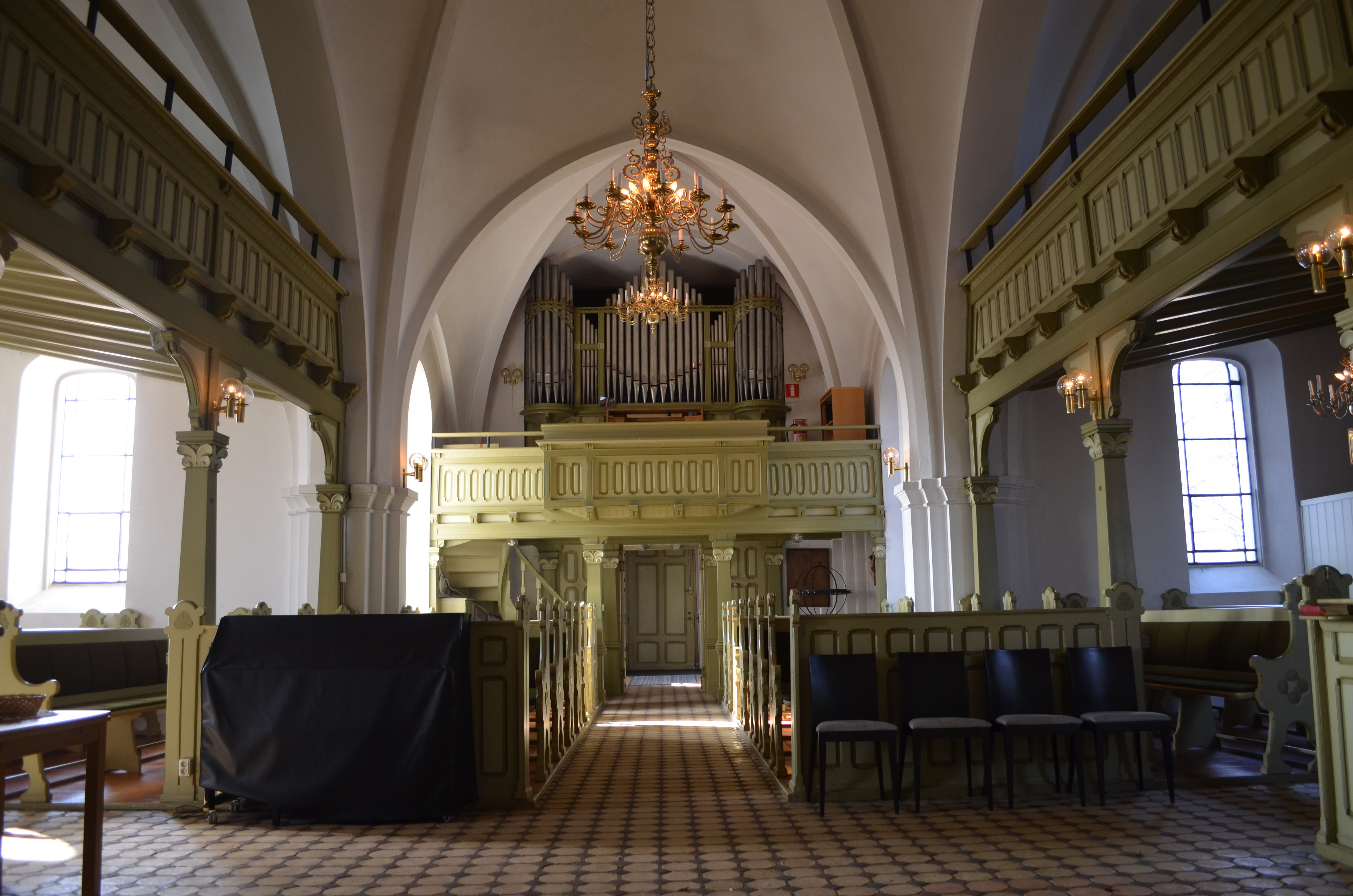
Kyrkorummet
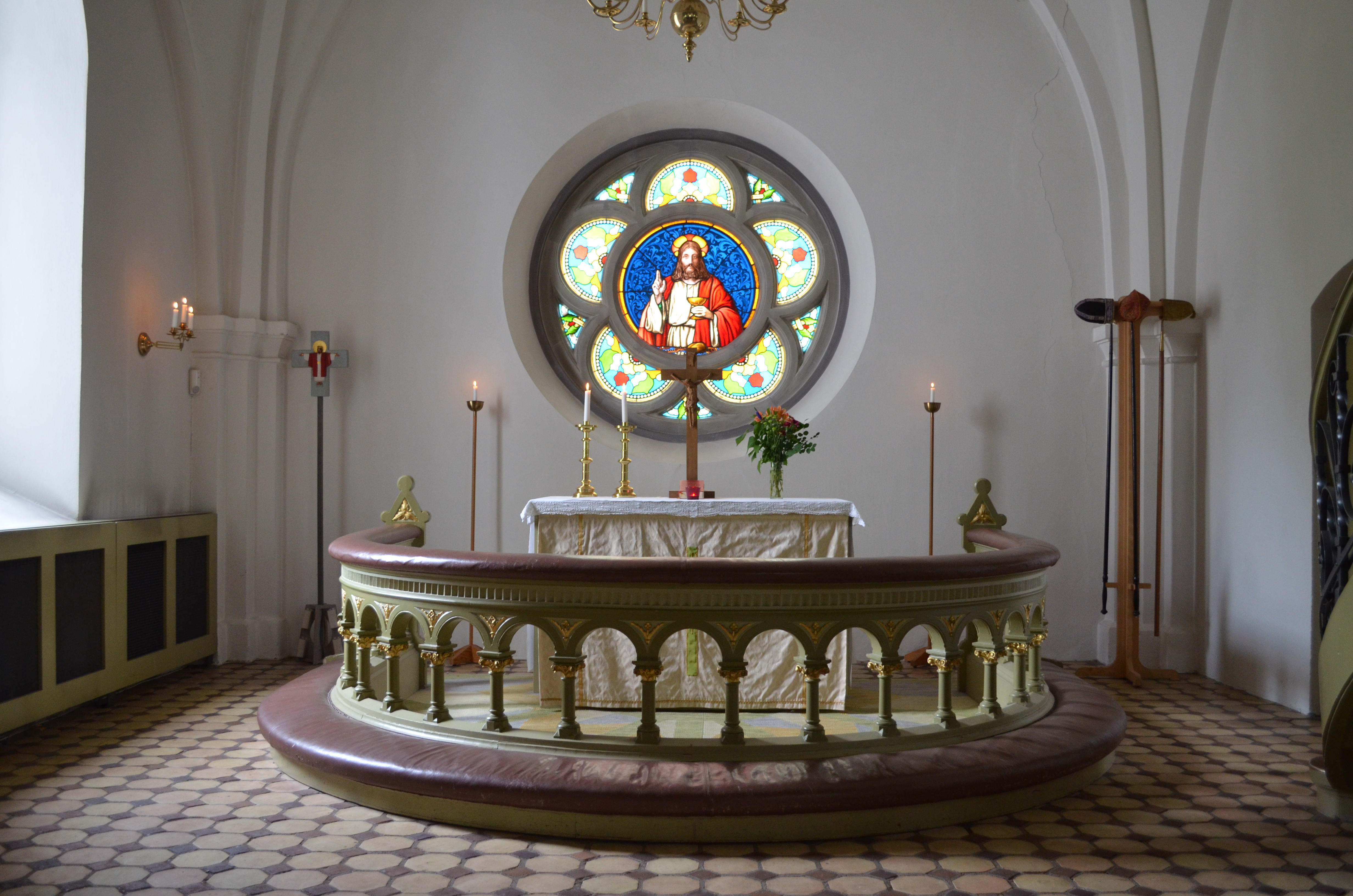
Altaret
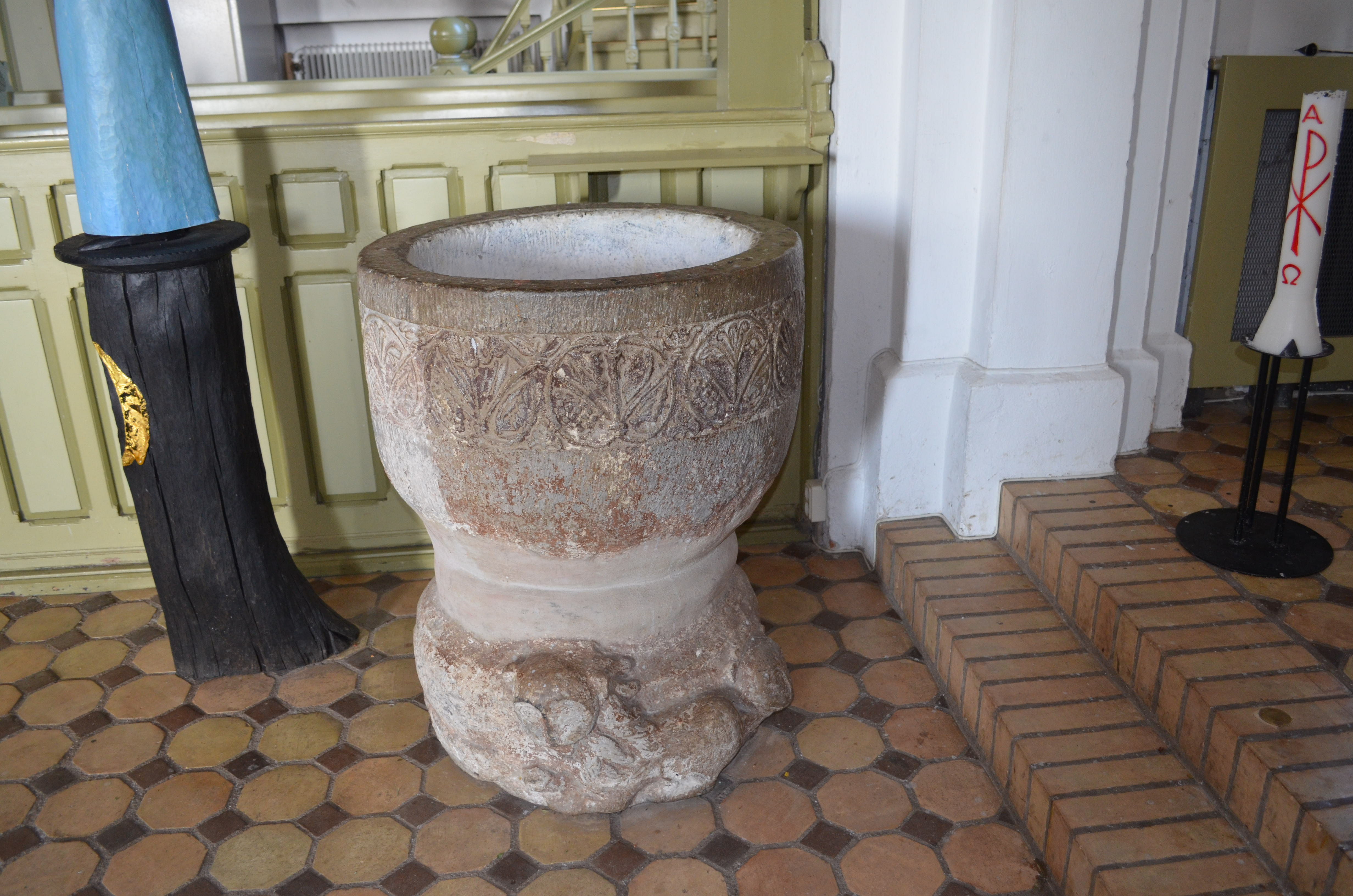
Dopfunten
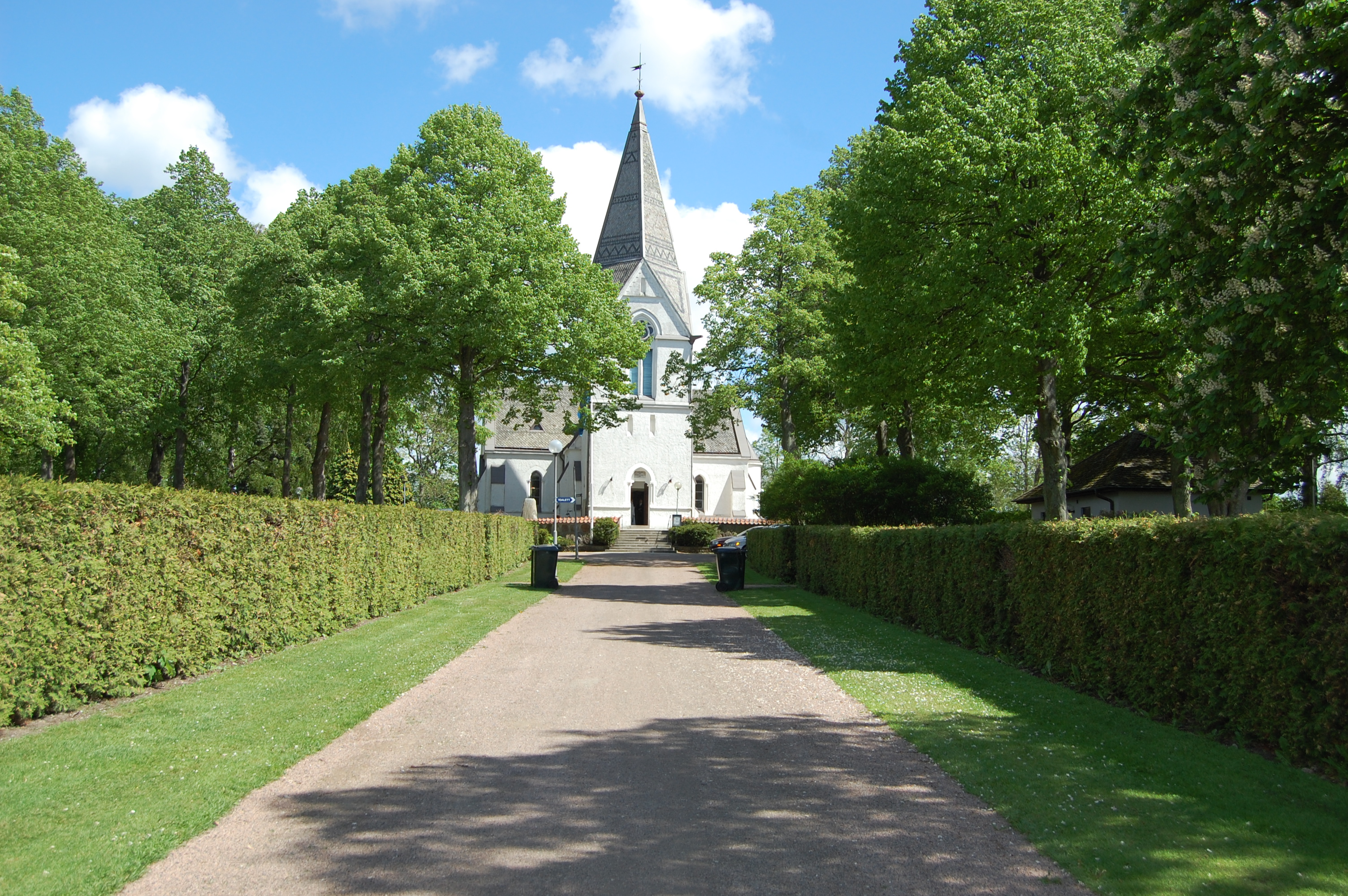